# Eli Stanley Jones
Eli Stanley Jones (* 3. Januar 1884 in Baltimore, Maryland, USA; † 25. Januar 1973 in Indien) war ein US-amerikanischer evangelisch-methodistischer Theologe, Missionar in Indien, Redner, Buchautor und Berater.

## Leben und Wirken
Eli Stanley Jones wuchs in Baltimore auf und studierte zuerst Jura am City College. Dann wechselte er an das methodistische Asbury College in Wilmore in Kentucky. 1905 während eines privaten Gebetstreffen mit drei weiteren Männern erlebte er eine besondere Präsenz des Heiligen Geistes. In der Folge schlossen sich ihnen auch andere Studenten an, und eine Erweckungsbewegung breitete sich auf dem Campus von Asbury und in der Stadt Wilmore aus. Diese Bewegung zeichnete sich durch Sündenbekenntnisse, Gebete und Hingabe an Jesus Christus aus. Für Jones war es auch die Berufung, um als Missionar tätig zu werden. 1907 schloss er sein Studium in Asbury ab, und er wurde Missionar in Indien unter dem Missionsrat der Methodistischen Episkopalkirche. In Indien lernte er eine amerikanische Quäkerin und Missionarskollegin mit Namen Mabel Lossing kennen, die er 1911 heiratete.
Jones begann seine Missionsarbeit in den untersten Klassen der Inder. Er studierte den Hinduismus, um die dortigen Menschen zu verstehen. Er griff nie eine vorherrschende Religion an, sondern versuchte, das Evangelium von Jesus Christus ohne westliche Kultur darzustellen und zu verkündigen. Bald wurde er zum Superintendent für den Lucknow-Distrikt berufen, und er leitete auch das methodistische Verlagshaus. Ab 1919 war er als freier Evangelist der indischen Methodisten angestellt und führte große Versammlungen in indischen Städten durch. Er leitete auch Gesprächsrunden, bei denen alle Beteiligten ihre unterschiedlichen religiösen Erfahrungen einbringen konnten. Seine versöhnliche Art hatte zur Folge, dass er zu vielen politischen Verhandlungen in Indien, Afrika und Asien eingeladen wurde. Im Zweiten Weltkrieg, seit 1941 war er ein enger Vertrauter des US-Präsidenten Franklin D. Roosevelt. Nach dem Krieg wurde er auch in Japan als Friedensstifter begrüßt. Er wurde ein enger Freund von Mahatma Gandhi und schrieb eine Biographie über ihn. Diese hat später auch Martin Luther King beeinflusst, so dass er gewaltfreie Methoden in der amerikanischen Bürgerrechtsbewegung angewendet hat. Jones setzte sich bei der postkolonialen indischen Regierung für Religionsfreiheit und gegen die Ausbreitung des Kommunismus ein.
Jones merkte schon bald in Indien, dass er zu viel arbeitete und sein geistliches Leben als Einzelperson gefährdet war. So kam er auf die Idee, den indischen Ashram für sein Anliegen nutzbar zu machen, denn er hatte einen Ashram unter der Leitung von Mahatma Gandhi mitmachen dürfen und sehr aufbauend erlebt. Er selbst füllte diese hinduistische Form mit christlichem Inhalt. Er verstand den christlichen Ashram als gemeinsame Auszeit mit Gott, um zusammen auf Gottes Wort zu hören, zu beten, in der Stille vor Gott zu sein, sich auszutauschen und erholsame Momente zu erleben. 1930 richtete Jones den ersten christlichen Ashram in Sat Tal bei Lucknow ein. Als er 1940 wegen des Zweiten Weltkriegs Indien verlassen musste, brachte er diese eher fremde Idee in die USA und den Westen mit.
1947 setzte er sich in Indien für eine Landesvereinigung der Kirchen ein. 1950 unterstützte er die Errichtung der ersten indischen christlichen psychiatrischen Klinik in Lucknow, die danach den Namen Nur Manzil Psychiatric Center and Medical Unit annahm.
Als er im Dezember 1971 in Oklahoma einen christlichen Ashram leitete, erlitt er einen Schlaganfall, der ihn körperlich stark beeinträchtigte. Er starb am 25. Januar 1973 in Indien.

## Schriften in Englisch
- The Christ of the Indian Road, Abingdon Press, 1925
- Christ at the Round Table, 1928
- The Christ of Every Road, 1930
- The Christ on the Mount: A Working Philosophy of Life, 1931
- Christ and Human Suffering, 1933
- Radio Talks, 1934
- Christ’s Alternative to Communism, 1935
- Victorious Living, 1936
- The Choice before us, 1937
- Along the Indian Road, 1939
- Is the Kingdom of God Realism? 1940
- Abundant Living, 1942
- The Christ of the American Road, 1944
- When Sorrow Comes, 1944
- Evangelize! Why? A Discussion of the Motives of Evangelism, 1946
- The Way, 1946
- Gandhi: Portrayal of a Friend, 1948
- The Way to Power and Poise, 1949
- How to Be a Transformed Person, 1951
- Growing Spiritually, 1953
- Mastery: The Art of Mastering Life, 1955
- Christian Maturity, 1957
- Conversion, 1959
- In Christ, 1961
- The Word Became Flesh, 1963
- Victory Through Surrender, 1966
- A Song of Ascents: A Spiritual Autobiography, 1968
- The Reconstruction of the Church – On What Pattern? 1970
- The Unshakable Kingdom and the Unchanging Person, 1972
- Selections from E. Stanley Jones, 1972
- The Divine Yes, 1975
- Sayings of E. Stanley Jones, 1994

### Deutsche Übersetzungen
- Der Christus der indischen Landstraße. Jesu Nachfolge in Indien, Übersetzung von Paul Gäbler, Furche-Verlag, Berlin 1928.
- Christus und das menschliche Leiden, Gotthelf-Verlag, 1952
- Wandle dich und du wandelst die Welt, Gotthelf-Verlag, 1953
- Das Wort ward Fleisch, Anker-Verlag